# Late Works
Late Works je studiové album, na kterém se setkali kytarista Fred Frith a saxofonista John Zorn. Jedná se o jejich první společné studiové album, již dříve společně vydali několik koncertních alb.

## Seznam skladeb
Všechny skladby napsali John Zorn a Fred Frith.
| Pořadí         | Název                      | Délka |
| -------------- | -------------------------- | ----- |
| 1.             | Foetid Ceremony            | 5:34  |
| 2.             | Mosquito Slats             | 2:09  |
| 3.             | Horse Rehab                | 5:43  |
| 4.             | Legend of the Small        | 2:17  |
| 5.             | Baffled Hats               | 3:20  |
| 6.             | Movement of Harried Angels | 7:29  |
| 7.             | The Fourth Mind            | 9:40  |
| 8.             | Creature Comforts          | 3:11  |
| 9.             | Slow Lattice               | 5:58  |
| 10.            | Ankle Time                 | 5:03  |
| Celková délka: | Celková délka:             | 50:24 |

## Sestava
- John Zorn – altsaxofon
- Fred Frith – elektrická kytara[2]